# Qadi Zada
Salah ad-Din Musa Pascha, bekannt als Ṣalāḥ ad-Dīn Mūsā ibn Maḥmūd ibn Muḥammad al-maʿrūf bi-Qāḍī Zāda ar-Rūmī, (* 1364 in Bursa, Osmanisches Reich; † 1436 in Samarkand) war ein türkischer Mathematiker und Astronom an der Medrese und der Sternwarte von Uluġ Beg in Samarkand.

## Biografie
Wie sein Beiname belegt, ist er der Sohn eines Richters (Qāḍī) aus dem ehemaligen Oströmischen Reich (ar-Rūmī). Seine Geburtsstadt Bursa war bis 1368 Hauptstadt des Osmanischen Reiches. Seinem Vater, Maḥmūd Effendi, war neben dem Richteramt die Leitung der Medrese von Kapıcılar in Bursa anvertraut, wo Qāḍī Zāda eine erste Grundausbildung erhielt.
Danach setzte er seine Ausbildung bei dem Gelehrten al-Farnī (1350–1431) in Basra, im heutigen Irak, fort. Er machte sich einen Namen durch das Risālatun fī-l-ḥisāb, eine Abhandlung über Arithmetik und Algebra, die er 1383 in Basra schrieb. Auf al-Farnīs Rat hin setzte er seine Studien nach 1407 in der Stadt Herat in der Provinz Chorasan, dann später in Buchara und Samarkand, fort. 1410 traf er in Samarkand den Timuriden-Prinzen Uluġ Beg, der ihn zu seinem Lehrer machte. In dieser Zeit verfasste er eine Reihe von Kommentaren über Mathematik und Astronomie, die ursprünglich für die Ausbildung Uluġ Begs gedacht waren. Darunter ist ein Kommentar zu der lediglich 20 Seiten umfassenden Abhandlung von Šams ad-Dīn Muḥammad ibn al-Ašraf al-Ḥusainī as-Samarqandī über 35 Thesen von Euklid.
1420 berief Ulug Beg ihn als einen der 70 Gelehrten an die neu gegründete Medrese in Samarkand. Zusammen mit dem Astronomen al-Kāšī konstruierte er die Sternwarte Gurchanī Zīǧ, deren Leiter er nach dem Tode Al-Kāšīs wurde. Die Arbeiten am Observatorium wurden im Sternkatalog Zīǧ-ī-Ṣulṭānī  zusammengefasst.
Sein originellstes mathematisches Werk ist das Risālatu-l-ǧaib (Abhandlung über den Sinus), in dem er den Sinus von 1° auf 16 Dezimalstellen genau berechnete. Gleichzeitig gelangten Uluġ Beg und/oder Al-Kāšī auf einem anderen Weg zum gleichen Resultat (siehe Uluġ-Beg-Medrese).
Überliefert sind noch ein unvollständiger Kommentar zu den astronomischen Werken des at-Ṭūsī und eine Abhandlung über mathematische Methoden zur Bestimmung der Qibla, der Gebetsrichtung nach Mekka.